# Ischnura senegalensis
Ischnura senegalensis са вид насекоми от семейство Ценагриониди (Coenagrionidae).

## Разпространение
Видът е разпространен в Африка, Близкия изток, Южна и Източна Азия.